# Margaret Gardiner
Margaret Gardiner (Città del Capo, 21 agosto 1959) è una modella sudafricana, eletta Miss Universo 1978.

## Biografia
Eletta Miss Universo 1978 all'età di diciotto anni, in precedenza aveva vinto anche il titolo di Miss Sud Africa. La sua incoronazione è avvenuta il 24 luglio 1978 ad Acapulco, e la corona le è stata consegnata dalla detentrice del titolo uscente, Janelle Commissiong, prima Miss Universo di colore nella storia del concorso.
In seguito la Gardiner ha lavorato come giornalista televisiva a Los Angeles ed ha sposato Andre Nel, professore dell'UCLA.